# A Magyar Királyi Honvéd Légierő jelvényei
A Magyar Királyi Honvéd Légierő jelvényeit 1930-ban hozták létre az akkor még a Magyar Királyi Légügyi Hivatal tisztviselői, altisztviselői és alkalmazottai számára a szolgálati és társasági öltözet részeként. 1938 után, amikor létrejött a Magyar Királyi Honvéd Légierő hivatalosan is, ugyanilyen formában hordták továbbra is a jelvényeket. A képzettségi jelvények két csoportba voltak sorolhatóak. Pilóták, illetve megfigyelők hordhatták egységes kivitelben.

## Leírása

### Hímzett pilótajelvény
- Anyaga: aranyozott fémfonal.
- Leírása: fekete posztó alapon jobbra néző, kiterjesztett szárnyú sas, szárnyai között a sas feje fölött a magyar Szent Korona látható. A szárnyakat flitterek díszítik.
- Viselése: a jobb oldalon a zsebhajtóka felett 40x100 mm-es méretben, illetve kisebb méretben (35x75 mm) a köpeny bal karján az ujjvégtől 13,5 cm-es magasságában.

A háború előrehaladtával a frontszolgálatot teljesítők számára bevezetésre került egy aranyozott bronz jelvény, amit lelövés után el tudtak dobni, elkerülve az elfogás utáni azonnali helyszíni kivégzést.

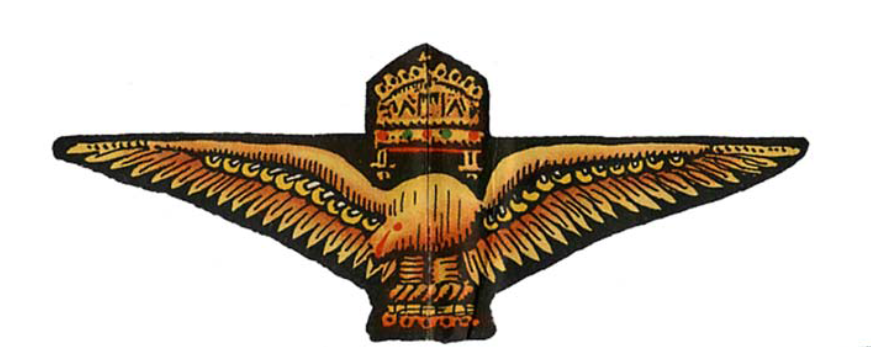
A Magyar Királyi Légierő pilótajelvénye

### Hímzett megfigyelő jelvény
- anyaga: aranyozott fémfonal
- leírása: fekete posztó alapon jobbra néző, kiterjesztett szárnyú sas. A szárnyakat flitterek díszítik.
- viselése: a jobb oldalon a zsebhajtóka felett 100 mm-es szélességben, illetve kisebb méretben 75 mm-es szélességben a köpeny bal karján az ujjvégtől 13,5 cm-es magasságában.

A háború előrehaladtával a frontszolgálatot teljesítők számára bevezetésre került egy aranyozott bronz jelvény, amit lelövés után el tudtak dobni, elkerülve az elfogás utáni azonnali helyszíni kivégzést.

### Fém pilóta jelvény
- anyaga: aranyozott bronz
- leírása: jobbra néző, domború kiterjesztett szárnyú sas, szárnyai között a sas feje fölött a magyar Szent Korona látható. Hátlapja sima, vízszintes tűvel és kampóval és a "BERÁN N./BUDAPEST./DÖBRENTEI-U.2." jelzés.
- viselése: a hajózóruha jobb mellkason 33x91 mm-es méretben, illetve külföldi pilóták a bal zsebtakarón.

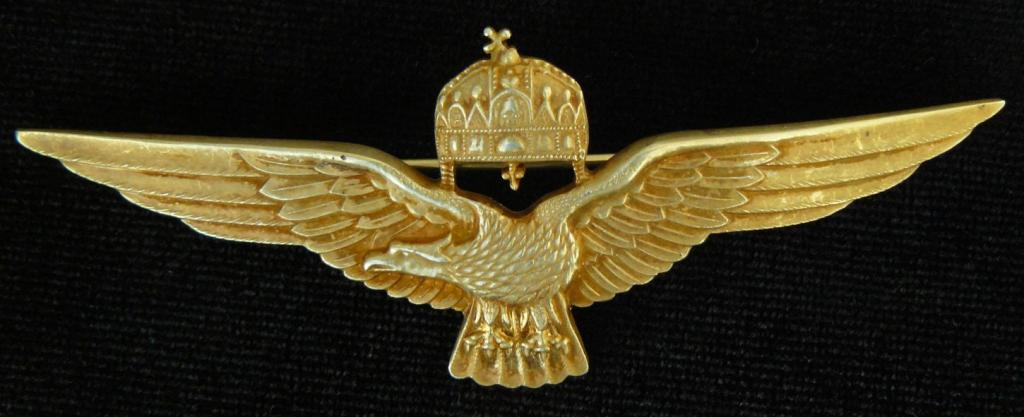
Magyar Királyi Légierő Pilótajelvény

### Fém megfigyelő jelvény
- anyaga: aranyozott bronz
- leírása: jobbra néző, domború kiterjesztett szárnyú sas. Hátlapja sima, vízszintes tűvel és kampóval és a "BERÁN N./BUDAPEST./DÖBRENTEI-U.2." jelzés.
- viselése: a hajózóruha jobb mellkason 29,4x92,5 mm-es méretben, illetve külföldi pilóták a bal zsebtakarón.

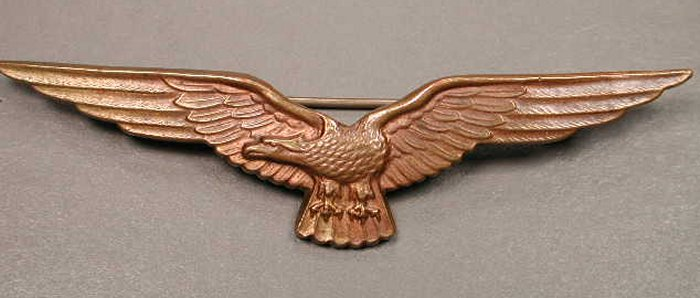
Magyar Királyi Légierő Megfigyelőjelvény